# Xavian Virgo
Xavian Virgo (sinh ngày 25 tháng 10 năm 1985) là một cầu thủ bóng đá người Jamaica thi đấu ở vị trí hậu vệ thi đấu cho Harbour View F.C..

## Sự nghiệp câu lạc bộ
Virgo là một trong những cầu thủ ảnh hưởng nhất của Boys' Town khi họ lên chơi tại Giải bóng đá ngoại hạng Jamaica mùa giải 2004–05. Anh mới chỉ 19 tuổi vào thời điểm đó. Anh là xương sống của hàng thủ Boys' Town, Virgo giúp đội bóng trở lại Giải ngoại hạng sau 2 danh hiệu Flow Jamaica Cup liên tiếp.
Năm 2013, Virgo chuyển đến Harbour View F.C.

## Sự nghiệp quốc tế
Virgo có màn ra mắt cho Jamaica vào tháng 9 năm 2006 tại trận vòng loại của Cúp Vàng trước Saint Lucia. Xavian có lần ra sân thứ 9 trước Nam Phi sau hơn 3 năm không có mặt trong đội hình. Virgo cũng ghi bàn cho Jamaica khi đấu với New Zealand vào ngày 29 tháng 2 năm 2012.

## Danh hiệu
- KSAFA Super League: 1

2004
- Cúp Vô địch JFF: 2

2009, 2010